# 波日桥
波日桥是一座位于四川省甘孜藏族自治州新龙县境内雅砻江上的桥梁，始建于元末明初，是藏区现存跨度最大的伸臂桥。现存桥始建于清朝，由唐通吉布设计，全长125米，宽3米，孔径跨度60米。2004年增補為第六批四川省文物保護單位，2006年5月25日列為第六批全國重點文物保護單位。